# Condado de Rojas
El Condado de Rojas es un título nobiliario español creado por Real Decreto en 1687 por el rey Carlos II, emitiéndose el Real Despacho el 7 de marzo de 1688 a favor de Francisco Melchor González de Aguilar y Rojas, con la denominación de conde de Santa Gadea. La actual denominación data del 5 de febrero de 1923 en que fue rehabilitado por Josefina de Mendoza y Montero de Espinosa, que devino así en la octava condesa.
Francisco Melchor González de Aguilar y Rojas era hijo de Manuel González de Aguilar y de Josefa de Rojas y Mendoza.

## Nota
El "condado de Santa Gadea" (primitiva denominación del condado de Rojas), no debe confundirse con el actual Condado de Santa Gadea ya que éste fue creado el 29 de enero de 1587 por el rey Felipe II a favor de Martín Padilla y Manrique y que actualmente ostenta la duquesa de Medinaceli.

## Condes de Rojas

Escudo de Francisco Melchor González de Aguilar y Rojas, primer conde de Santa Gadea (actual Condado de Rojas)